# Rothenhof (Neuhof an der Zenn)
Rothenhof (früher auch Wintersbach genannt) ist ein Gemeindeteil des Marktes Neuhof an der Zenn im Landkreis Neustadt an der Aisch-Bad Windsheim (Mittelfranken, Bayern). Rothenhof liegt in der Gemarkung Oberfeldbrecht.

## Geografie
Südlich der Einöde entspringt der Fällbrunnenbach, ein rechter Zufluss des Krebsgrabenbachs, der wiederum ein linker Zufluss der Bibert ist. Im Süden beim Schellenberg befindet sich die Deponie der Gemeinde Neuhof. 0,5 km nordwestlich liegt die Winterleiten. Die Staatsstraße 2245 führt an Neudorf vorbei nach Seubersdorf (9,5 km östlich) bzw. nach Oberdachstetten (13 km westlich).

## Geschichte
Der Ort wurde 1260 als „Winrichsbach“ erstmals urkundlich erwähnt. Das Kloster Heilsbronn erhielt als Entschädigung vom Burggrafen Konrad I. u. a. das damals verödete Winrichsbach. Zwischenzeitlich musste das Kloster dieses Gut verkauft haben. 1440 erfolgte der Rückkauf von dem Nürnberger Bürger Sebald Scheuer. In diesem Kaufbrief wurde das Gut „Wintersbach“ bzw. zur „Rothen Herberg“ genannt. Während des Dreißigjährigen Krieges blieb der Hof verschont. Rothenhof lag an der Handelsstraße zwischen Nürnberg und Rothenburg ob der Tauber genau in der Mitte und spielte als Absteige eine wichtige Rolle. Das heutige Hauptgebäude wurde 1719 errichtet.
Gegen Ende des 18. Jahrhunderts bestand Rothenhof aus einem Hof mit Wirtshaus und Brauhaus. Das Hochgericht übte das brandenburg-bayreuthische Stadtvogteiamt Markt Erlbach aus. Das Anwesen hatte das Kastenamt Neuhof als Grundherrn.
Von 1797 bis 1810 unterstand der Ort dem Justizamt Markt Erlbach und Kammeramt Neuhof. Im Rahmen des Gemeindeedikts wurde Rothenhof dem 1811 gebildeten Steuerdistrikt Neuhof an der Zenn und der 1813 gegründeten Ruralgemeinde Oberfeldbrecht zugeordnet. Am 4. Januar 1821 wurde der Ort der Ruralgemeinde Unternbibert zugewiesen, was aber nach einem Einspruch der Bewohner bereits am 15. April 1822 rückgängig gemacht werden musste. Am 1. Januar 1972 wurde Rothenhof im Zuge der Gebietsreform in Bayern nach Neuhof an der Zenn eingemeindet.

### Baudenkmal
- Gutshof[10]

### Einwohnerentwicklung
| Jahr      | 001818 | 001840 | 001861 | 001871 | 001885 | 001900 | 001925 | 001950 | 001961 | 001970 | 001987 | 002017 |
| Einwohner | 11     | 16     | 16     | 17     | 11     | 12     | 18     | 26     | 25     | 16     | 6      | 16     |
| Häuser    | 2      | 2      |        |        | 2      | 1      | 2      | 2      | 3      |        | 1      |        |
| Quelle    | [ 12 ] | [ 13 ] | [ 14 ] | [ 15 ] | [ 16 ] | [ 17 ] | [ 18 ] | [ 19 ] | [ 20 ] | [ 21 ] | [ 22 ] | [ 1 ]  |

## Religion
Der Ort ist seit der Reformation evangelisch-lutherisch geprägt und war ursprünglich nach St. Laurentius (Trautskirchen) gepfarrt, seit der zweiten Hälfte des 19. Jahrhunderts ist die Pfarrei St. Bartholomäus (Unternbibert) zuständig. Die Katholiken gehören zur Kirchengemeinde Maria Namen (Markt Erlbach), die ursprünglich eine Filiale von St. Michael (Wilhermsdorf) war und seit 2019 eine Filiale von St. Johannis Enthauptung (Neustadt an der Aisch) ist.